# Província de Colón
La província de Colón és una subdivisió de Panamà. Limita al nord amb el Carib, al sud amb la Província de Coclé i amb la Província de Panamà, a l'est amb la comarca de Kuna Yala i a l'oest amb la Província de Veraguas.

## Districtes i corregimientos de Colón
| Districtes   | corregimientos | Capital de Districte |
| ------------ | --- | -------------------- |
| Colón        | Barrio Norte, Barrio Sur, Buena Vista, Cativá, Ciricito, Sabanitas, Salamanca, Limón, Nueva Providencia, Puerto Pilón, Cristóbal, Escobal, San Juan, Santa Rosa | Colón                |
| Chagres      | Nuevo Chagres, Achiote, El Guabo, La Encantada, Palmas Bellas, Piña, Salud                                                                                      | Nuevo Chagres        |
| Donoso       | Miguel de la Borda, Coclé del Norte, El Guásimo, Gobea, Río Indio, San José del General                                                                         | Donoso               |
| Portobelo    | Portobelo, Cacique, Garrote, Isla Grande, María Chiquita | Portobelo            |
| Santa Isabel | Palenque, Cuango, Miramar, Nombre de Dios, Palmira, Playa Chiquita, Santa Isabel, Viento Frío                                                                   | Palenque             |